# بيلين إستيفيه
بيلين إستيفيه (بالإسبانية: Belén Estévez)‏ هي راقصة أرجنتينية، ولدت في 25 سبتمبر 1981.